# أحمد الثنيان
الأمير أحمد بن عبد الله بن إبراهيم بن ثنيان آل سعود (1889-1921) سياسي سعودي، ولد في إسطنبول وتعلم في مدارسها، عاد إلى نجد أثناء الحرب العالمية الأولى، كلفه الملك عبد العزيز بالمساعدة في إدارة الأعمال الخارجية، وقام بسفرات عدة، وشارك في المفاوضات التي دارت مع الإنجليز في أواخر عام 1333هـ، 1915م، ونتج عنها معاهدة دارين (القطيف)، وسافر مع الأمير فيصل بن عبد العزيز آل سعود عام 1338هـ، 1919م في رحلته الأولى إلى أوروبا، كما سافر إلى الكويت وبغداد واشترك في مفاوضات مؤتمر المحمرة عام 1341هـ 1922م بين نجد والعراق، وتمت اقالته من منصبه بعد توقيعه على الاتفاقية بدون علم عبد العزيز آل سعود. من بعدها اعتزل العمل السياسي وأقام بالأحساء ، وتوفي في اسطنبول بعد رجوعه من السعودية، عام 1341هـ، 1922م. للأمير أحمد الثنيان من الذكور: عبد الله وعبد الرحمن وعبد العزيز، ومن الإناث: الجوهرة ومنيرة.

## النشأة
تنحدر عائلة الأمير أحمد من نسل ثنيان، أحد إخوة محمد بن سعود.  والد أحمد هو عبد الله بن عبد الله بن ثنيان آل سعود ، الذي أسره العثمانيون في بومباي وأرسلوه إلى إسطنبول في أغسطس 1880.  تم تعيينه في الديوان الملكي هناك وكان عضوًا في مجلس الحكم العثماني في ثمانينيات وتسعينيات القرن التاسع عشر.  والدة أحمد كانت امرأة تركية من أصل شرقي تدعى تازيروه.  حكم جده لأبيه عبد الله بن ثنيان إمارة نجد من 1841 إلى 1843.
ولد الأمير أحمد عام 1889 في إسطنبول ونشأ هناك.  كان لديه أخت توأم، جوهرة، وشقيقين، محمد وسليمان.  محمد هو والد عفت، التي تزوجت من الملك المستقبلي فيصل في الثلاثينيات.

## الحياة السياسية
قبل الحرب العالمية الأولى مباشرة ، ذهب الأمير أحمد إلى الجزيرة العربية وأصبح سكرتيرًا خاصًا للأمير عبد العزيز.  في مارس 1913 التقى مع والي بغداد العثماني جمال باشا كمبعوث لعبد العزيز لإنهاء التوترات بين عبد العزيز والشريف حسين. ترأس الأمير أحمد الوفود السعودية التي التقت بموظفي الشريف حسين بعد تأسيس مملكة الحجاز عام 1916.  وبمرور الوقت أصبح الأمير أحمد كبير مستشاري عبد العزيز للشؤون الخارجية،  وعمل وزيرًا للخارجية السعودية.  الأمير أحمد مع عبد الله القصيبي، مستشار آخر لعبد العزيز، رافقا الأمير فيصل، الملك فيصل فيما بعد، خلال زيارته الرسمية إلى لندن وباريس عام 1919.  وكانت مهمة الأمير أحمد في هذه الزيارة هي نقل مطالب عبد العزيز للمسؤولين البريطانيين.  طلب الأمير عبد العزيز من الإنجليز الضغط على الشريف حسين للسماح لأهل نجد بالحج .  تمكن عبد الله بن الحسين الهاشمي نجل الشريف حسين من التوقيع على اتفاقية السلام والصداقة في فبراير 1920 في بغداد والتي استمرت لفترة قصيرة فقط.  وقد رافق الأمير أحمد عبدالله الدملوجي في هذه الزيارة.
في 1 مايو 1922 مثل الأمير أحمد عبد العزيز في مؤتمر المحمرة الذي عقد لحل قضايا الحدود السعودية العراقية الإشكالية.  وعلى الرغم من اعتراضات عبد العزيز وقع الأمير أحمد على معاهدة المحمرة مما أدى إلى إقالته من المنصب.  لم يصدق عبد العزيز على المعاهدة وأبلغ المندوب السامي البريطاني بي إتش بورديلون أن الأمير أحمد ليس لديه سلطة التوقيع عليها.  في أعقاب هذا الحادث، تم استبدال الأمير أحمد بعبد الله الدملوجي ككبير مستشاري الشؤون الخارجية.

## الحياة الشخصية والوفاة
وكان الأمير أحمد يجيد اللغات التركية والعربية والإنجليزية والألمانية.  توفي في اسطنبول عام 1923  بعد وقت قصير من عودته من المملكة العربية السعودية.  إلا أن جوزيف أ. كشيشيان يرى أنه توفي عام 1921، وهو ما يتناقض مع مشاركته في مؤتمر المحمرة في مايو 1922.